# Obłok Prandtla-Glauerta

Ilustracja powstawania obłoku Prandtla-Glauerta

Obłok Prandtla-Glauerta – obłok skroplonej pary wodnej, powstający podczas lotu statku powietrznego z prędkością bliską prędkości dźwięku.
W wielu miejscach powietrze opływa samolot z większą prędkością względną od prędkości nieruchomego powietrza. Gdy samolot zwiększa prędkość i osiąga ona wartość krytyczną liczby Macha (M = 1), w niektórych miejscach prędkość opływu przekracza lokalnie prędkość dźwięku. Zwiększanie prędkości opływu i zmniejszanie ciśnienia odbywa się płynnie i bez strat, natomiast zmniejszenie tej prędkości jest możliwe tylko skokowo, na powierzchni fali uderzeniowej, gdzie występuje nieciągłość (gwałtowny spadek) prędkości, któremu towarzyszy równie gwałtowny wzrost ciśnienia i temperatury.
Na szkicu pokazano sytuację, gdy prędkość przed profilem jest poddźwiękowa (M < 1), następnie na profilu następuje przyśpieszenie do prędkości naddźwiękowej (M > 1), czemu towarzyszy zmniejszenie ciśnienia i – zgodnie z regułami termodynamiki – spadek temperatury.
Po przekroczeniu pewnego punktu ma miejsce fizyczna realizacja tzw. osobliwości (w znaczeniu matematycznym) transformacji Prandtla-Glauerta, objawiająca się dość gwałtownym spadkiem temperatury, rozpoczynającym się od linii izotermy, zaznaczonej na ilustracji. Za tą linią następuje skroplenie pary wodnej i powstaje widoczny obłok, który raptownie kończy się na powierzchni fali uderzeniowej, za którą skokowo rośnie ciśnienie i temperatura, a prędkość maleje do poddźwiękowej (M < 1) – w ten właśnie sposób powstaje obłok Prandtla-Glauerta.

## Galeria

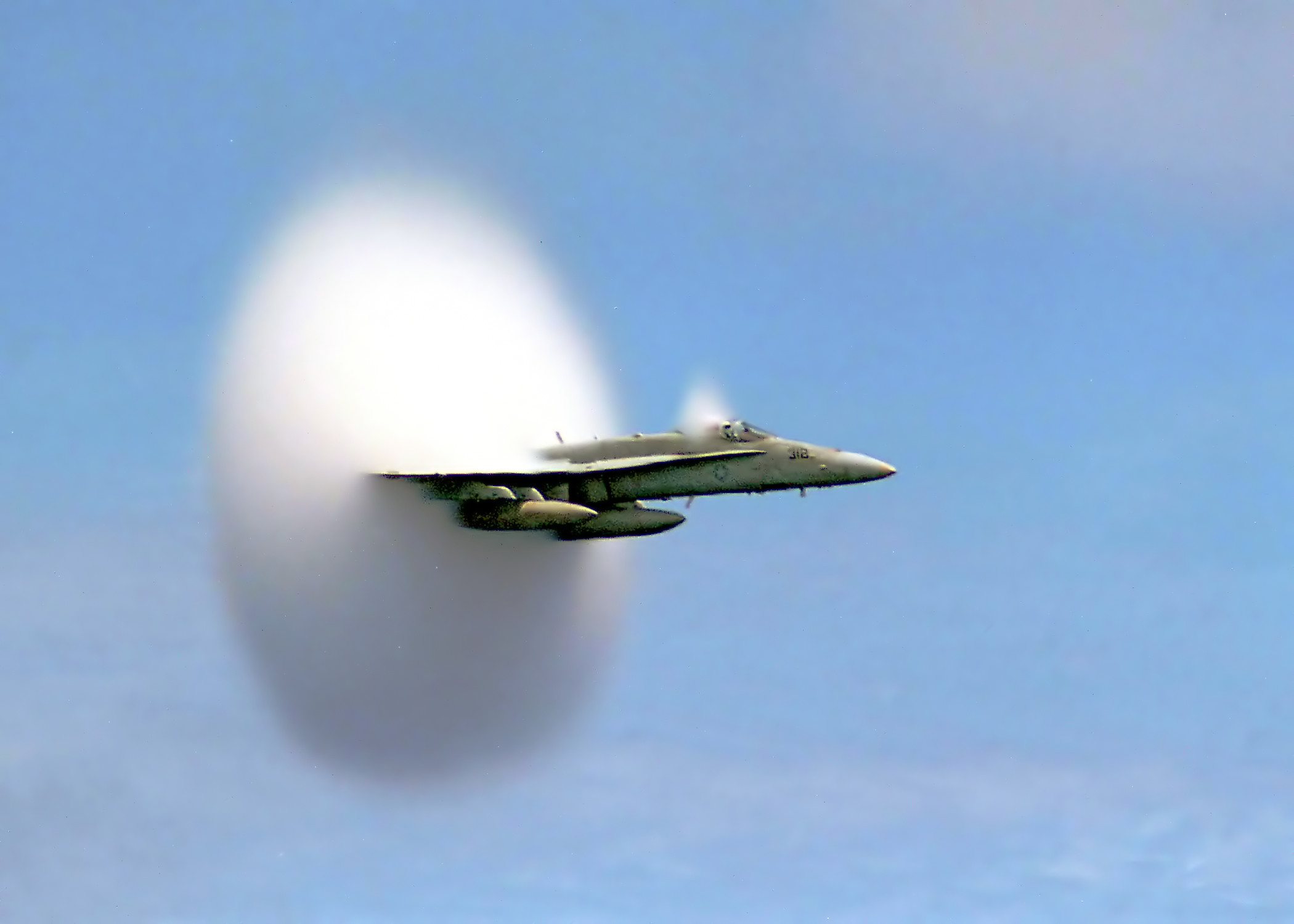
Samolot F-18 lecący blisko prędkości dźwięku. Widać obłok Prandtla-Glauerta
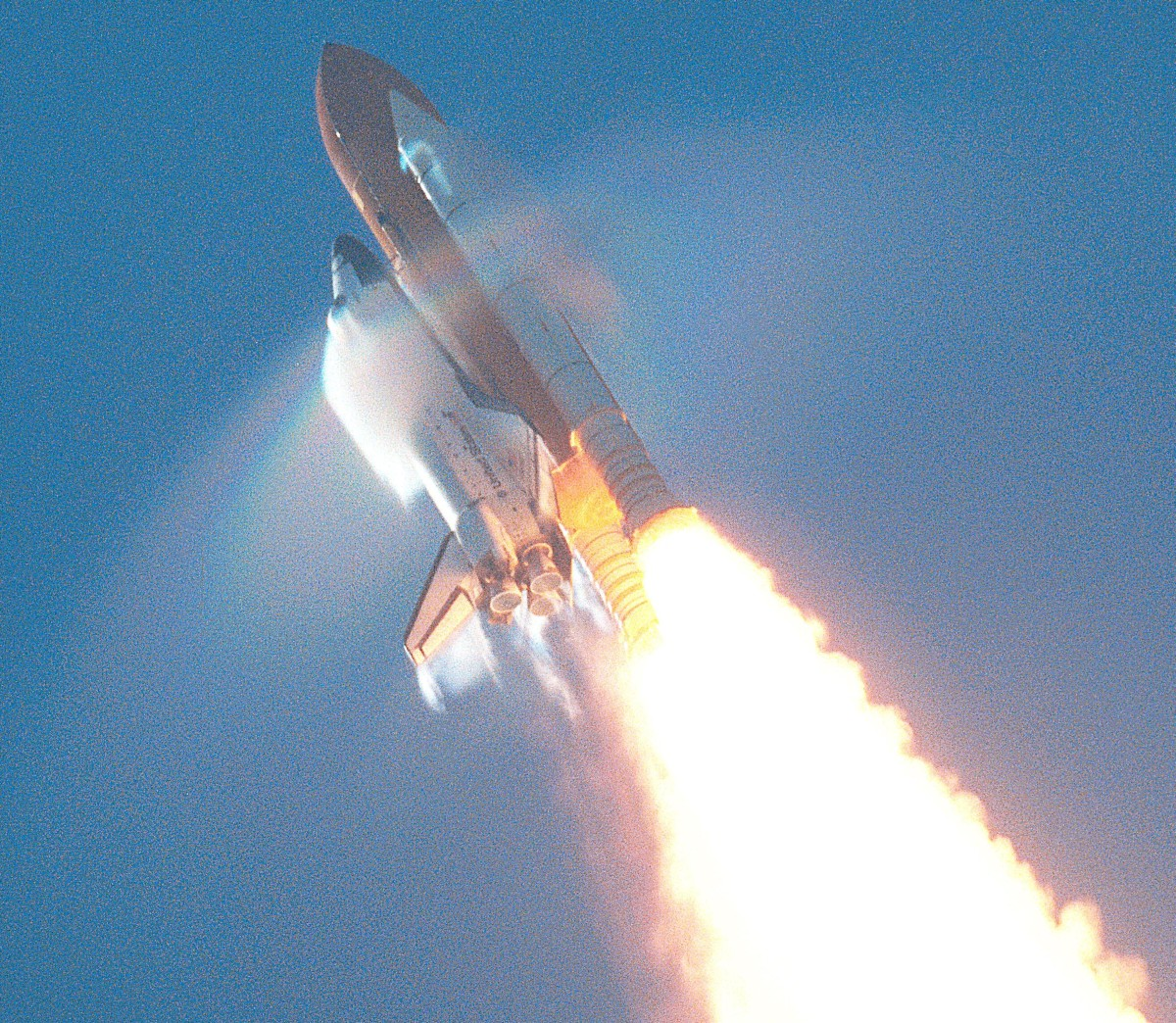
Startujący wahadłowiec Atlantis blisko prędkości dźwięku.

Widoczna na pierwszym zdjęciu efektowna stożkowa powierzchnia początku obłoku nie wizualizuje fali uderzeniowej, lecz początek obszaru, w którym spełnione są warunki kondensacji. Koniec tego obłoku wskazuje położenie prostopadłej fali uderzeniowej. Mały obłok Prandtla-Glauerta widoczny jest też tuż za kabiną.